# Palais des sports de Schaerbeek
 (septembre 2016).
Pour les articles homonymes, voir Palais des sports.
Le palais des sports de Bruxelles (pouvant être abrégé en Palais des Sports), appelé aussi vélodrome d'hiver de Bruxelles (pouvant être abrégé en Vélodrome d'Hiver), était situé à l'endroit où s'élève le Brusilia à Schaerbeek, au bout du parc Josaphat au coin de l'avenue Louis Bertrand, de la rue de Jérusalem et de l'avenue Voltaire.

## Histoire
Inauguré le 5 octobre 1913, le Palais des Sports fut conçu par Ernest Van Hammée et accueillit de nombreuses activités sportives, mais également culturelles et politiques.
Il s'agissait d'une grande salle pouvant accueillir 15 000 personnes sous une imposante verrière. La salle est dotée d'un anneau en bois d'érable d'une longueur de 235 m.  Les premiers Six Jours cyclistes furent organisés sur le vélodrome en février 1914. 
Robert Desmarets, ancien directeur des vélodromes parisiens, prend la direction du Palais des Sports de Bruxelles en 1937.
Le cyclisme fit la renommée du Palais des Sports par la tenue de 41 éditions des Six jours de Bruxelles et la participation de nombreux champions, tels que Joseph Scherens, Rik Van Steenbergen, Rik Van Looy, Patrick Sercu, Eddy Merckx.  Le Palais des Sports a également accueilli l'arrivée de la course cycliste Paris-Bruxelles.
Le Palais des Sports fut également le théâtre de nombreux matchs de boxe (avec notamment Pierre Cossemyns et Jef Janssens, entre Marcel Cerdan et Cyrille Delannoit en 1948 et entre Sugar Ray Robinson et Emile Saerens le 16 novembre 1963), de catch, des représentations de gymnastique, des courses de lévriers, de l'escrime, des spectacles de cirque, des compétitions d'athlétisme, des tournois de cavalerie parmi lesquels des jumpings internationaux, des spectacles de gendarmerie à cheval, du football en salle féminin, du basket-ball avec les Harlem Globetrotters.
Pendant l'Exposition universelle de Bruxelles en 1935, le Palais des Sports fut transformé en auberge de jeunesse avec l'installation de 800 lits.
Le Palais des Sports fut également le théâtre de meetings politiques à partir d'avril 1937, avec notamment Paul Van Zeeland et le rexiste Léon Degrelle. Plusieurs manifestations et contre-manifestations s'y sont tenues.  En 1940, au début de la Seconde Guerre mondiale, le Palais des Sports fut réquisitionné et occupé par la Wehrmacht. 
Sur le plan culturel, le Palais des Sports de Schaerbeek a accueilli les premières représentations d'Holiday on Ice, des concerts des Chœurs de l'Armée rouge.  Les Rolling Stones s'y sont produits pour leur première apparition en Belgique en mars 1966, quelques semaines avant la fermeture du Palais des Sports. Parmi les artistes qui s'y sont également produits, on peut citer Johnny Hallyday en 1961,.
Le Palais des Sports fut occupé pour la dernière fois le 16 novembre 1966 pour un gala de boxe et fut ensuite détruit en 1967 afin d'y construire en 1972 l'actuelle Résidence Brusilia.